# Piotrowice Nyskie
Piotrowice Nyskie (deutsch Peterwitz, auch Lehn-Peterwitz) ist ein Dorf der Stadt- und Landgemeinde Otmuchów im Powiat Nyski in der Woiwodschaft Opole in Polen.

## Geographie

### Geographische Lage
Das Angerdorf Piotrowice Nyskie liegt im Südwesten der historischen Region Oberschlesien. Der Ort liegt etwa sieben Kilometer südlich des Gemeindesitzes Otmuchów, etwa 19 Kilometer südwestlich der Kreisstadt Nysa und etwa 73 Kilometer südwestlich der Woiwodschaftshauptstadt Opole.
Piotrowice Nyskie liegt in der Przedgórze Sudeckie (Sudetenvorgebirge) innerhalb der Przedgórze Paczkowskie (Patschkauer Vorgebirge).

### Ortsteil
Ortsteil von Piotrowice Nyskie ist Krakówkowice (Krackwitz).

### Nachbarorte
Nachbarorte von Piotrowice Nyskie sind im Südwesten Jasienica Górna (Ober Hermsdorf), im Nordosten Broniszowice (Brünschwitz), im Osten Kałków (Kalkau) sowie im Südosten Zwanowice (Schwandorf).

## Geschichte

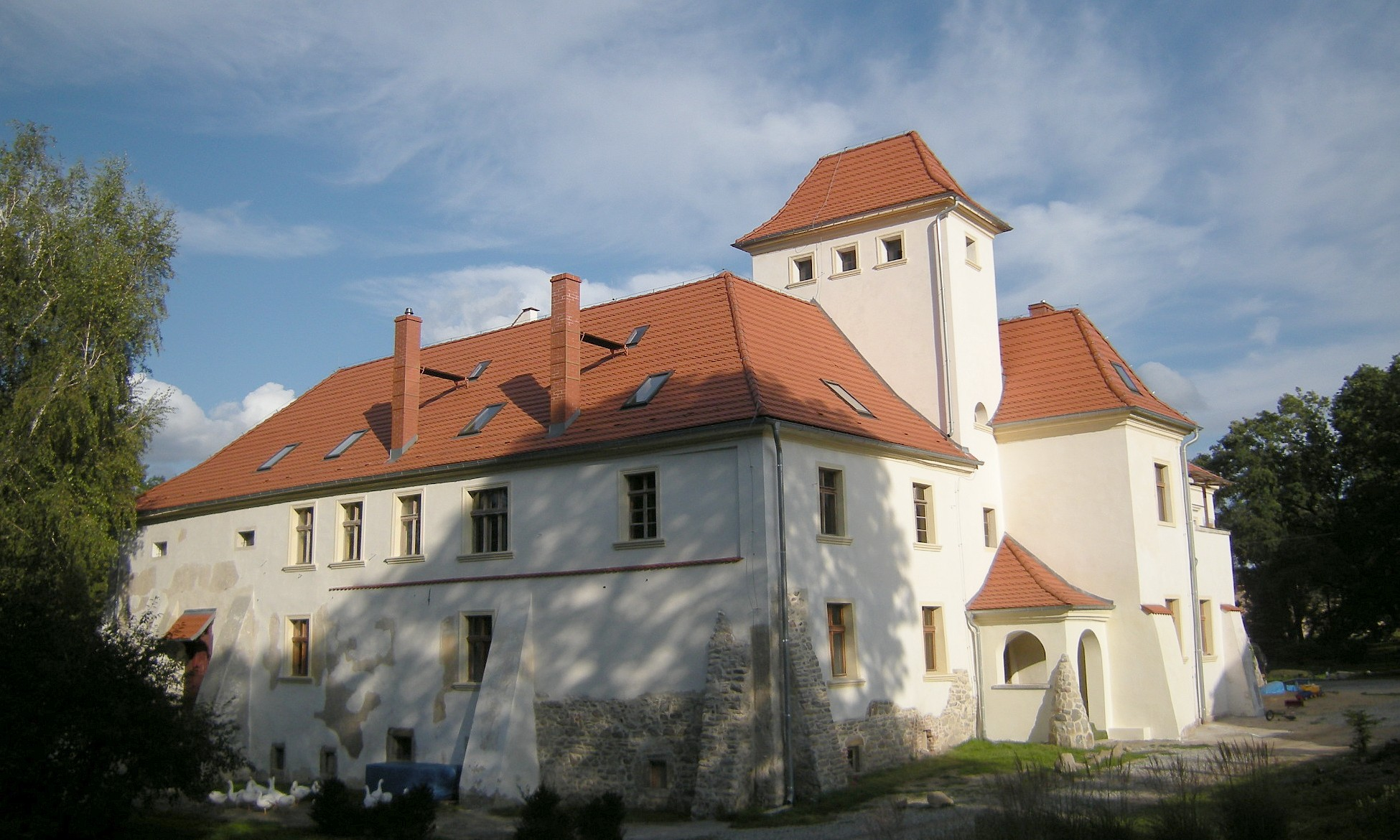
Schloss Peterwitz

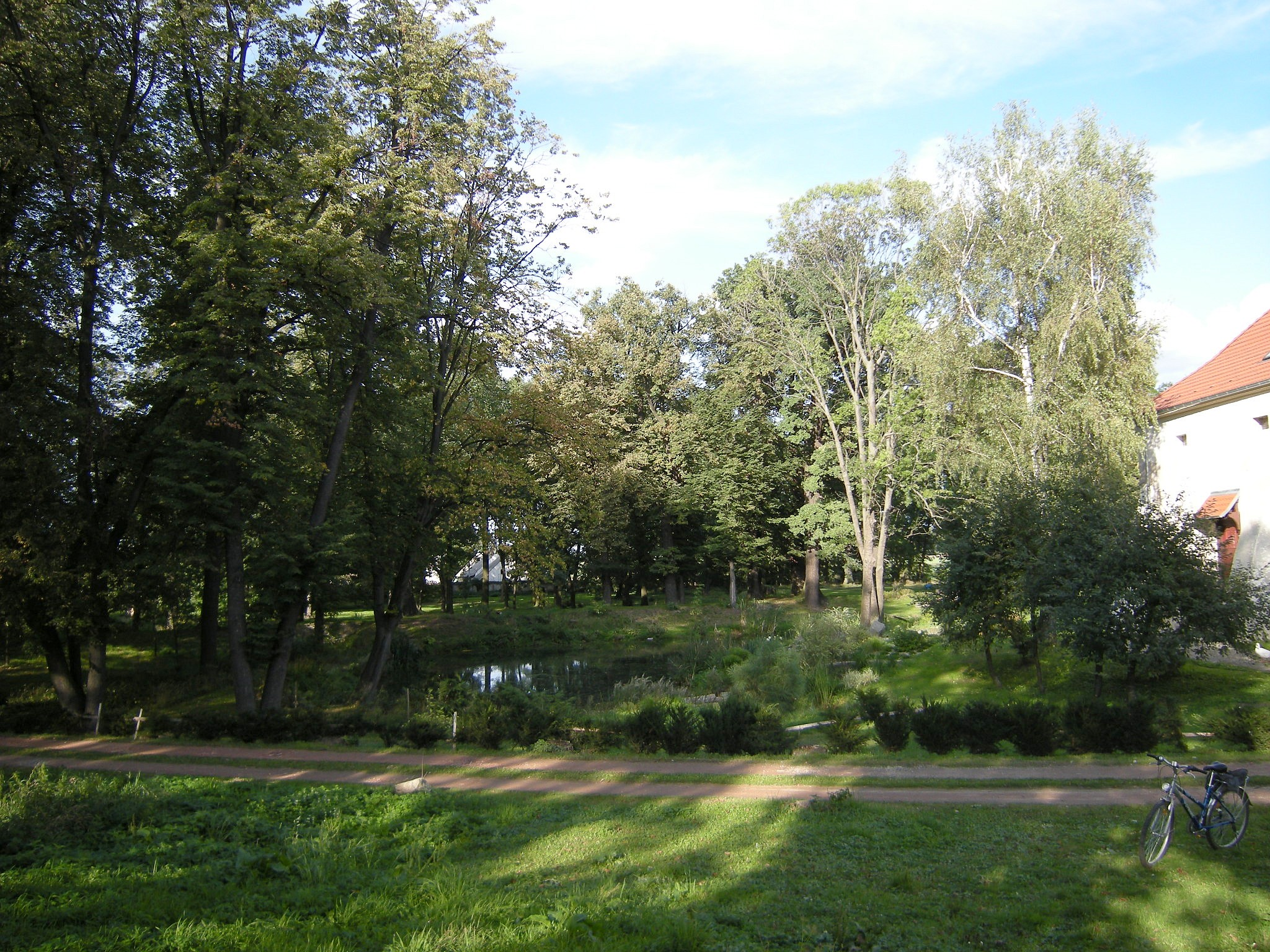
Schlosspark

In dem Werk Liber fundationis episcopatus Vratislaviensis aus den Jahren 1295–1305 wird der Ort erstmals als Petrowitz erwähnt. Für das Jahr 1372 ist die Ortsbezeichnung Nadisdorf überliefert.
Nach dem Ersten Schlesischen Krieg 1742 fiel Peterwitz mit dem größten Teil Schlesiens an Preußen.
Nach der Neuorganisation der Provinz Schlesien gehörte die Landgemeinde Peterwitz ab 1816 zum Landkreis Neisse im Regierungsbezirk Oppeln. 1845 bestanden im Dorf ein Schloss sowie 55 weitere Häuser. Im gleichen Jahr lebten in Peterwitz 375 Menschen, davon neun evangelisch. 1855 lebten 334 Menschen in Peterwitz. 1865 bestanden im Ort eine Scholtisei, elf Bauern-, 14 Gärtner- und 15 Häuslerstellen. Eingeschult und eingepfarrt waren die Bewohner nach Kalkau. 1874 wurde der Amtsbezirk Kalkau gegründet, welcher aus den Landgemeinden Baucke, Brünschwitz, Kalkau, Peterwitz, Schwandorf und Würben und den Gutsbezirken Baucke, Kalkau, Peterwitz, Schwandorf und Würben bestand. 1885 zählte Peterwitz 323 Einwohner.
1933 lebten in Peterwitz 369 sowie 1939 474 Menschen. Bis Kriegsende 1945 gehörte der Ort zum Landkreis Neisse.
Als Folge des Zweiten Weltkriegs fiel Peterwitz 1945 wie der größte Teil Schlesiens unter polnische Verwaltung. Nachfolgend wurde es in Piotrowice Nyskie umbenannt und der Woiwodschaft Schlesien angeschlossen. Die deutsche Bevölkerung wurde weitgehend vertrieben. 1950 wurde es der Woiwodschaft Oppeln eingegliedert. 1999 kam der Ort zum wiedergegründeten Powiat Nyski. 2007 lebten 298 Menschen im Ort.

## Sehenswürdigkeiten
- Das Schloss Peterwitz (poln. Pałac Piotrowice Nyskie) wurde 1660 im barocken Stil errichtet. 1829 wurde der Bau umgebaut. Zu Beginn des 20. Jahrhunderts wurde das Gebäude erneut umgebaut und erweitert. Das Gebäude wurde 1966 unter Denkmalschutz gestellt.[9] Es handelt sich beim Schloss Peterwitz um eine zweigeschossige Vierflügelanlage mit Walmdach. An der Südseite befindet sich ein Turm auf rechteckigem Grundriss. Im Inneren befindet sich ein Lichthof sowie Sgraffitomalereien von 1660. An der nordwestlichen Ecke befindet sich die angebaute Schlosskapelle.[10] 2008 wurde das Schloss saniert.[11] Derzeit wird das Schloss als Hotel genutzt.[12] Seit 2016 findet in dem Schloss im Spätsommer das mehrtägige Festival Open Blues Poland statt.[13][14]
- Der angrenzende Schlosspark wurde in der zweiten Hälfte des 19. Jahrhunderts angelegt und steht seit 1984 ebenfalls unter Denkmalschutz.[9]